# Powiat Takaoka
Powiat Takaoka (jap. 高岡郡 Takaoka-gun) – powiat w Japonii, w prefekturze Kōchi. W 2024 roku liczył 49 325 mieszkańców.

## Miejscowości
- Hidaka
- Nakatosa
- Ochi
- Sakawa
- Shimanto
- Tsuno
- Yusuhara